# Vasili Krupensky
Vasili Krupensky (în rusă Василий Николаевич Крупенский; n. 22 august 1869 – d. 5 aprilie 1945, Franța) a fost un consilier de stat și diplomat țarist, ambasador al Imperiului Rus în China pe parcursul anilor 1912–1916 și în Japonia pe parcursul anilor 1916–1921.

## Biografie
S-a născut în 1869, în familia lui Nikolai Krupensky (1822–1893), șambelan și mareșal al nobilimii din Basarabia. Fratele său Anatoli a fost la fel diplomat, Pavel a fost deputat în Duma de Stat din partea Basarabiei, pe când Mihail și Aleksandr au fost mareșali guberniali ai nobilimii basarabene.
A absolvit cu medalia de aur liceul „Aleksandrovski” din Sankt-Petersburg. Ulterior, a fost numit consilier al Ambasadei ruse din Washington, iar mai târziu, primul secretar al Misiunii ruse de la Beijing (1899-1902). A fost ambasadorul țarist în Republica Chineză pe parcursul anilor 1912-1916.
În 1916 a fost numit ambasador în Japonia. După Revoluția din octombrie 1917, a rămas în postul său de „ambasador fără guvern”, întrucât guvernul bolșevic nu a fost recunoscut de Japonia. În timpul Războiului Civil, a sprijinit forțele anti-bolșevice din Orientul Îndepărtat și Siberia. În timpul șederii amiralului Kolceak în Japonia în iulie-septembrie 1918, Krupensky a încercat să îmbunătățească relațiile dintre acesta și armata japoneză, la cererea amiralului, aranjând pentru el o întâlnire cu șeful Statului Major al Japoniei, generalul Ihara, și ministrul de război, generalul Tanaka.
În 1921, a părăsit postul de ambasador, predând ambasada primului secretar și a plecat la Roma la fratele său Anatoli, fost ambasador pe termen lung în Italia. În 1931 s-a mutat în Franța, unde a și murit în 1945.

## Distincții
- Ordinul Sf. Ana, gradul III, 1895
- Ordinul Sf. Vladimir, gradul IV, 1900
- Ordinul Sf. Stanislav, gradul III, 1910
- Ordinul Sf. Stanislav, gradul I, 1913
- Medalia „În memoria domniei împăratului Alexandru al III-lea”
- Medalia „În amintirea a 300 de ani de domnie a dinastiei Romanov”
- Medalia Crucii Roșii „În memoria războiului ruso-japonez”